# Lespugue-i vénusz
Lespugue vénusza Franciaország Haute-Garonne megyéjének Lespugue nevű települése közelében került elő 1922-ben, René de Saint-Périer (1877-1950) Grotte des Rideaux-ban (Függöny-barlang) végzett ásatásai alkalmával. A szobor erősen sérült állapotban került elő, mivel a földmunkák során eredetileg nem vették észre. Ebből következően a rétegtani kormeghatározás is erősen bizonytalan volt, csak a stílusa alapján sorolták a gravetti kultúrához, és más datált gravetti leletek páhuzamai alapján 26 000-24 000 évesre teszik.
A szobor 147 mm magas, 60 mm széles és 36 mm vastag, mamutcsontból készült. Az ábrázolás a willendorfi vénuszhoz hasonló, leszámítva a kisebb fejet. Mind a testalkat (mellek, has, rövid lábak, haj), mind az arc részletezésének hiánya erre mutat. A háti oldal hosszanti csíkozása miatt speciális ruhadarab, a farkötény ábrázolását gyanítják.
A szobor jelenleg a párizsi Musée de l'Homme kiállításán tekinthető meg.

## Külső hivatkozások
- http://www.hominids.com/donsmaps/lespuguevenus.html Archiválva 2004. december 6-i dátummal a Wayback Machine-ben
- https://web.archive.org/web/20040413133422/http://www.arthistory.sbc.edu/imageswomen/lespugue.html